# Manuel María Borrero
Manuel María José del Espíritu Santo Borrero y González (Cuenca, 10 de mayo de 1883 - Quito, 7 de junio de 1975) fue un abogado, político ecuatoriano, miembro del Partido Liberal Radical Ecuatoriano.
Borrero fue miembro de la Asamblea Nacional Constituyente reunida en Quito, que por la renuncia del Jefe Supremo, el general Alberto Enríquez Gallo, lo nombró presidente de la República en 1938 en período interino, ocupando el cargo hasta diciembre de ese año.

## Biografía
Manuel María Borrero y González nació en Cuenca, el 10 de mayo de 1883, en el seno de una familia aristocrática de origen colombiano. Estudió Leyes en la Universidad de Cuenca, obteniendo el título de abogado en 1906.  
Fue partidario durante toda su vida del Partido Liberal Radical Ecuatoriano. Apoyó al presidente Lizardo García, por lo que sufrió persecución de Eloy Alfaro al ser derrocado el presidente. 

### Carrera política
En 1912, luego de la Hoguera Bárbara fue nombrado Secretario de la Gobernación de Cañar por el presidente Leónidas Plaza Gutiérrez y más tarde Ministro de la Corte Superior de Quito, cargo que desempeñó hasta 1921 en que fue nombrado Cónsul del Ecuador en Valparaíso, Chile, donde permaneció un año, luego de lo cual volvió para ocupar el cargo de Gobernador del Azuay, en el que actuó también solo por un año.
Posteriormente fue Ministro Fiscal de la Corte de Cuenca y más tarde pasó a Quito para actuar como Ministro Juez de la Corte Suprema, cargo que desempeñó desde 1928 hasta 1935; además, desde 1932 fue Presidente de dicha corte. En agosto de 1938 asistió como diputado a la Asamblea Nacional Constituyente de 1938 reunida en Quito.

### Presidente interino (1938)

#### Ministros de Estado
Como ninguna de las tres tendencias representadas en la Asamblea Constituyente de 1938 gozaba de mayoría, hubo conflictos en la designación de las autoridades. Los socialistas estuvieron a dos votos de elegir presidente interino de la República a Teodoro Alvarado Olea, de la Unión Democrática Izquierdista, "un candidato de clara inteligencia y rectitud política", según Alfredo Pareja Diezcanseco, representante entonces en esa Constituyente. 
Por fin, el 10 de agosto de 1938, los representantes eligieron presidente de la Asamblea al todavía joven liberal pro-socialista Francisco Arízaga Luque, y presidente interino de la República a Manuel María Borrero.
Borrero quiso hacer un gobierno de conciliación nacional, pero no pudo. Desde el primer momento existió rivalidad entre Arízaga y Borrero, pues ambos aspiraban a la presidencia constitucional en cuanto la Asamblea expidiera una nueva Carta Política. "Fueron días de extrema violencia. El Gobierno enviaba a sus hombres a insultar y agredir a los diputados de Izquierda", recuerda el diputado Pareja Diezcanseco, dándose estos hechos luego de un hecho polémico en el que infiltrados de Arízaga Luque utilizaban el telégrafo del Palacio de Carondelet para hacer campaña a favor de este. 
El Cuerpo de Carabineros instaurado por el dictador Alberto Enríquez Gallo apoyo incondicionalmente a Borrero. Un hecho notable de su presidencia fue el retiro de Perú de la Delegación Ecuatoriana-Peruana en Washington para resolver de forma pacífica el conflicto limítrofe entre ambos países por errores graves por parte de la Cancillería y del servicio exterior del país.
La Asamblea Nacional se mantuvo en permanente conflicto entre los asambleístas liberales y socialistas por la elección del presidente constitucional, afectando severamente en la estabilidad del gobierno. Frustrado por la pugna, Borrero renunció al cabo de 114 días, el 2 de diciembre de 1938, siendo electo inmediatamente Aurelio Mosquera Narváez como Presidente Constitucional.

### Vida pospresidencia
Borrero fue propuesto como candidato de un sector del partido liberal en las elecciones de la asamblea constituyente para designar al presidente constitucional, pero este rechazó su nominación. Se dedicó a la escritura de investigaciones históricas y de novelas dramáticas hasta su muerte en Quito a los 92 años de edad.

## Familia
Manuel María Borrero era hijo de José María Felícisimo Borrero Galup y de Luz González Córdova. Su padre era sobrino del político Antonio Borrero Cortázar, expresidente de Ecuador. Su tío abuelo estaba también bien conectado ya que era sobrino nieto del sacerdote José Ignacio Cortázar y Lavayen, hermano del abogado Francisco Cortázar y Lavayen, y primo de expresidente José de La Mar. 
Su padre era bisnieto de José María Borrero Ortega, ciudadano nacido en la actual Colombia, y fundador de la rama ecuatoriana de la familia Borrero, que también es muy influyente en Colombia, siendo, por ejemplo, uno de sus presidente, Misael Pastrana Borrero, miembro de esta familia.

### Matrimonios y descendencia
Borrero se casó con Ana María Bustamante Guerrero hasta su fallecimiento en 1920, con quien tuvo 3 hijos, Arturo, Aveliana y Ana Luz Margarita del Carmen Borrero Bustamante. Viudo se casó nuevamente en 1923 con Dolores Filomena Crespo Vega, con quien tuvo 2 hijos másː María Elena y Maximiliano Borrero Crespo.